# Daniel Souček
Daniel Souček (* 18. července 1998) je český profesionální fotbalista, který hraje na pozici obránce za klub FK Jablonec.
Svůj ligový debut si odbyl 28. července 2017 za Táborsko ve fotbalové národní lize při remíze 1:1 na hřišti FC Hradec Králové. Hrál také za reprezentaci Česka do 20 let v Under 20 Elite League 2017/18.